# Dichomera varia
Dichomera varia är en svampart som beskrevs av Died. 1914. Dichomera varia ingår i släktet Dichomera och familjen Botryosphaeriaceae.   Inga underarter finns listade i Catalogue of Life.